# 爱尔兰早餐茶

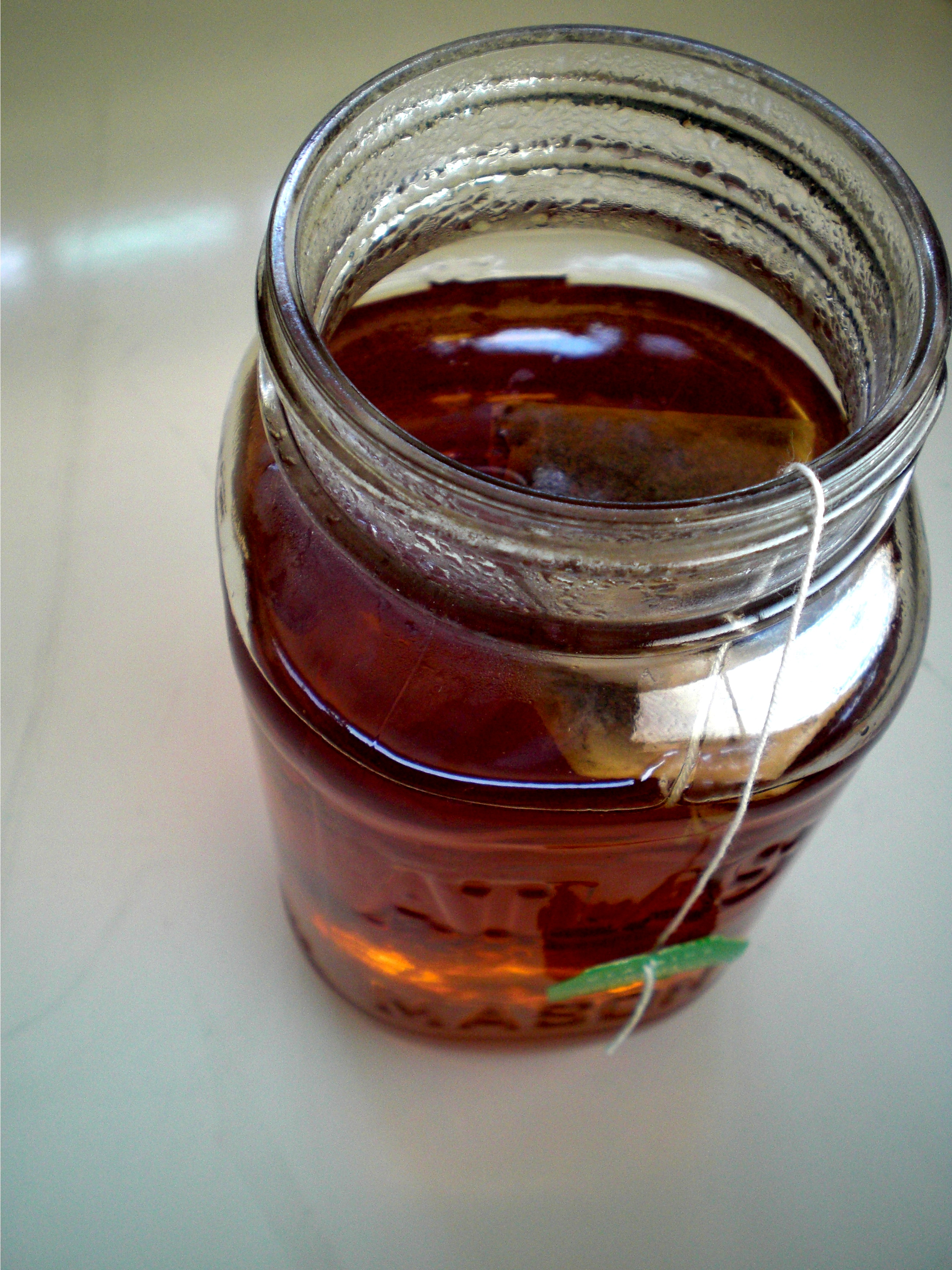
爱尔兰早餐茶

爱尔兰早餐茶（英语：Irish Breakfast tea），以阿萨姆红茶作为基础茶，再加入一些肯尼亚、斯里兰卡或印度尼西亚产的红茶拼配而成，适合加入牛奶或糖饮用。